# Димитрій Рупель
Дімітрій Рупель(Dimitrij Rupel 7 квітня 1946, Любляна, Словенія) — словенський державний і політичний діяч, дипломат. Міністр закордонних справ Словенії.

## Біографія
Народився 7 квітня 1946 року в місті Любляна, Словенія. Після здобуття ступеня бакалавра в порівняльній літературі і соціології у Любленському університеті, продовжував своє навчання в Ессекському університеті та Університеті Брайдейса, де у 1976 році отримав ступінь в соціології. Впродовж 1976 року видавав літературні твори, журналістські і критичні статті, працював перекладачем і редактором. З 1977 до 1978 року викладав в Університеті Квінз Канада, потім у 1985 в Новій школі соціальних досліджень Нью-Йорк і в 1989 році у Клівлендському державному університеті.
Разом з іншими словенськими інтелектуалами в 1980 р., заснував і редагував альтернативний і дисидентський журнал Нова Зірка, який пізніше став платформою для демократичної реформи в Соціалістичній Республіці Словенії.
Після перемоги Антикомуністичної народної коаліції в перших вільних виборах в Словенії в 1990, Рупель був призначений Державним Секретарем з міжнародної співпраці в кабінеті Лойзе Петерле, ставши де-факто першим міністром закордонних Республіки Словенії, яка потім отримала незалежність від Югославії. Впродовж міністерського терміну, Словенія оголосила свою незалежність і набула міжнародного визнання. Рупель також залишився міністром впродовж першого уряду лівоцентриської коаліції, приведеного Янезом Дрновшеком.
У 1991 році Словенське демократичне об'єднання зазнало внутрішнього розколу: Рупель на базі своєї лівої фракції, створює нову партію, під назвою Демократична партія Словенії. У 1991 році він був обраний головою партії. У виборах 1992 року нова партія зазнала поразки, але Рупель був обраний як представник до Національних Зборів Словенії. У 1994 році більшість партії Рупеля була поглинута Словенською ліберально-демократичною партією, на чолі з Янезом Дрновшеком. У 1994 році він брав участь у виборах мера Любляна і вступив на посаду в 1995 році. Він залишився на цій посаді до 1997, коли був призначеним послом Словенії в США.
Рупель повернувся на посаду міністра закордонних справ Словенії в 2000 році в третьому кабінеті Янеза Дрновшека. Він залишався на цій посаді до липня 2004, коли Прем'єр-міністр Антон Роп замінив його на Іво Вайгла. Рупель повернувся до парламентської роботи, залишив Словенську ліберально-демократичну партію, і приєднався до опозиційної Словенської демократичної партії. У жовтні 2004 року ця партія виграла парламентські вибори. З грудня 2004 року Рупель стає міністром закордонних справ в уряд Янез Янша. Впродовж 2005 року він працював у головному офісі ОБСЄ.
У 2008 році після перемоги лівоцентриської коаліції, на чолі з Борут Пахором, Рупель був замінений на посаді міністра закордонних справ Самуелем Збогаром. Новообраний Прем'єр-міністр Борут Пахор призначив Рупеля своїм особистим спеціальний посланцем у закордонних справах.